# 川口恭弘
川口 恭弘（かわぐち やすひろ、1959年 - ）は、日本の法学者。専門は商法。同志社大学法学部教授。シャルレガバナンス向上委員会委員長。金融庁金融審議会委員。元法務省司法試験考査委員。

## 人物・経歴
大阪府豊中市生まれ。1983年神戸大学法学部法律学科卒業。1985年神戸大学大学院法学研究科修士課程修了、法学修士。1986年神戸大学大学院法学研究科博士課程中退。1989年「米国金融規制法研究序説 : グラス=スティーガル法を中心として」により、神戸大学より法学博士の学位を取得。
愛媛大学法文学部助手、同専任講師を経て、1990年同助教授。1991年神戸学院大学法学部助教授。1996年スタンフォード大学客員研究員。1999年神戸学院大学法学部教授。2000年同志社大学法学部法律学科教授。2001年経済産業省産業構造審議会産業金融部会委員、大阪証券取引所規律委員。2002年金融庁公認会計士試験第二次試験試験委員。
2006年法務省司法試験考査委員。2008年京都市消費生活審議会委員。2011年日本私法学会理事、金融法学会理事、金融庁金融審議会専門委員。2012年財務省ミャンマー資本市場発展支援WG委員、法務省司法試験予備試験考査委員。2014年大学評価・学位授与機構法科大学院認証評価委員会専門委員。2017年金融庁金融審議会委員、淀川製鋼所独立委員会委員。2021年シャルレガバナンス向上委員会委員長。

## 著書
- 『米国金融規制法の研究 : 銀行・証券分離規制の展開』東洋経済新報社 1989年
- 『現代の金融法』中央経済社 1994年
- 『現代の金融機関と法』中央経済社 2001年
- 『金融サービスと投資者保護法』（近藤光男, 上嶌一高と共著）中央経済社 2001年
- 『現代企業法入門』（淺木愼一, 岡田豊基と共編著 中央経済社 2003年
- 『証券取引法』（神崎克郎, 志谷匡史と共著）青林書院 2006年
- 『日本の会社法』（河本一郎, 森田章, 岸田雅雄と共著）商事法務 2006年
- 『現代の金融機関と法』中央経済社 2007年
- 『金融商品取引法』（神崎克郎, 志谷匡史と共著）青林書院 2012年
- 『インサイダー取引規制と未然防止策 : 取引事例と平成25年改正を踏まえたポイント』（木目田裕, 平田公一, 松崎裕之と共著）経済法令研究会 2014年
- 『新･金融商品取引法読本』（河本一郎, 大武泰南と共著）有斐閣 2014年
- 『新・日本の会社法』（河本一郎と共著）商事法務 2015年
- 『金融商品取引法への誘い』有斐閣 2018年
- 『アメリカ銀行法』弘文堂 2020年
- 『金融機関の私企業性と公益性 : 銀行規制法と会社法の交錯』有斐閣 2022年